# Amygdalodon
Amygdalodon (de "amandel-tand", vanwege de amandelvorm van de tanden) is een geslacht van herbivore sauropode dinosauriërs met een lange nek dat tijdens het middelste Jura leefde in het gebied van het huidige Argentinië.

## Vondst en naamgeving
Bij de Cañadon Puelman, op de Pampa de Agnia in Chubut, werd het skelet gevonden van een sauropode. 
De typesoort Amygdalodon patagonicus werd in 1947 benoemd en beschreven door Ángel Cabrera y Latorre. De geslachtsnaam betekent "amandeltand" van het Oudgrieks ἀμύγδαλος, amygdalos, "amandel" en ὀδών, odoon, "tand". De soortaanduiding verwijst naar Patagonië. 
Het holotype, MLP 46-VIII-21-1, is gevonden in een laag van de Cerro Carnerero-formatie die dateert uit het Toarcien-Bajocien. Dat maakt het dier tot de oudste sauropode in traditionele zin die uit Zuid-Amerika bekend is. Het holotype bestond uit wat tanden, een halswervel, twee ruggenwervels, twee staartwervels, ribben, een stuk rechterschaambeen, en een mogelijk stuk schouderblad.
In 1963 wees Rodolfo Magín Casamiquela specimen MLP 36-XI-10-3 aan de soort toe. Het betreft een ruggenwervel, een sacrale wervel en het onderste uiteinde van een scheenbeen, gevonden op dezelfde locatie als het holotype.
Omdat deze vondsten vanwege hun zeer slechte kwaliteit niet diagnostisch leken, kreeg de soort weinig aandacht, en werd de naam beschouwd als een nomen dubium. In 2003 echter publiceerde Oliver Walter Mischa Rauhut een herbeschrijving van het materiaal. Hij concludeerde dat het toch een geldig taxon betrof. Dat werd mogelijk gemaakt door een sterk toegenomen kennis van de anatomische details van sauropoden in het algemeen. Specimen MLP 46-VIII-21-1/2, een achterste ruggenwervel, werd door hem gekozen als het lectotype aangezien niet bewezen kon worden dat de rest van de botten tot één individu behoorde. Verschillen in grootte tussen de wervels wezen er zelfs sterk op dat minstens twee individuen vertegenwoordigd waren. Rauhut moest ook concluderen dat ondertussen een deel van het materiaal zoek was geraakt.

## Beschrijving

### Grootte en onderscheidende kenmerken
In 2010 schatte Gregory S. Paul de lengte van Amygdalodon op twaalf meter en het gewicht op vijf ton.
Rauhut gaf in 2003 twee unieke kenmerken aan, dus van het lectotype. De zijwanden van het ruggenmergkanaal en de richels tussen het wervellichaam en de achterste gewrichtsuitsteeksels buigen naar achteren toe naar buiten. Bij de ruggenwervels is het ruggenmergkanaal binnen de wervelboog sterk van voor naar achter gebogen.

### Skelet
De tanden van Amygdalodon zijn spatelvormig. Ze hebben opstaande snijranden met vele lengterichels, de reden dat ze op een amandel lijken. Aan het spits is er een duidelijk slijtfacet. De tandwortel is veel langer en smaller dan de tandkroon.
De halswervels hebben een tamelijk afgeleide vorm. Ze zijn opisthocoel met een bol voorfacet. Er is een lamina centrodiapophysealis aanwezig in de vorm van een beenbalk die het wervellichaam met het zijuitsteeksel verbindt. Rauhut dacht dat pleurocoelen ontbreken maar later zijn die alsnog aangetroffen, zij het klein en langgerekt. Het wervellichaam is echter maar weinig gepneumatiseerd. De onderzijde van het achterdeel van de wervel is bol gekromd. De ruggenwervels hebben hoge wervelbogen maar ook die zijn niet sterk gepneumatiseerd. Het ruggenmergkanaal is hoog, met een spitse bovenzijde.

## Fylogenie
Amaydalodon werd in 1947 in de Cetiosauridae geplaatst. Dit bleef gebruikelijk tot in de jaren negentig, toen die groep steeds meer als een verzamelbak van niet-verwante soorten werd verworpen. In 2003 concludeerde Rauhut dat het een basaal lid van de Eusauropoda betrof. Latere analyses hebben echter een nog basalere positie gevonden, buiten de Eusauropoda, bijvoorbeeld als zustersoort van Gongxianosaurus of Isanosaurus. Dat past bij de hoge ouderdom van de soort.